# ミネソタ・ワイルド
ミネソタ・ワイルド（Minnesota Wild）は、アメリカ合衆国ミネソタ州セントポールを本拠としているナショナルホッケーリーグ（NHL）所属のプロアイスホッケーチームである。

## 歴史

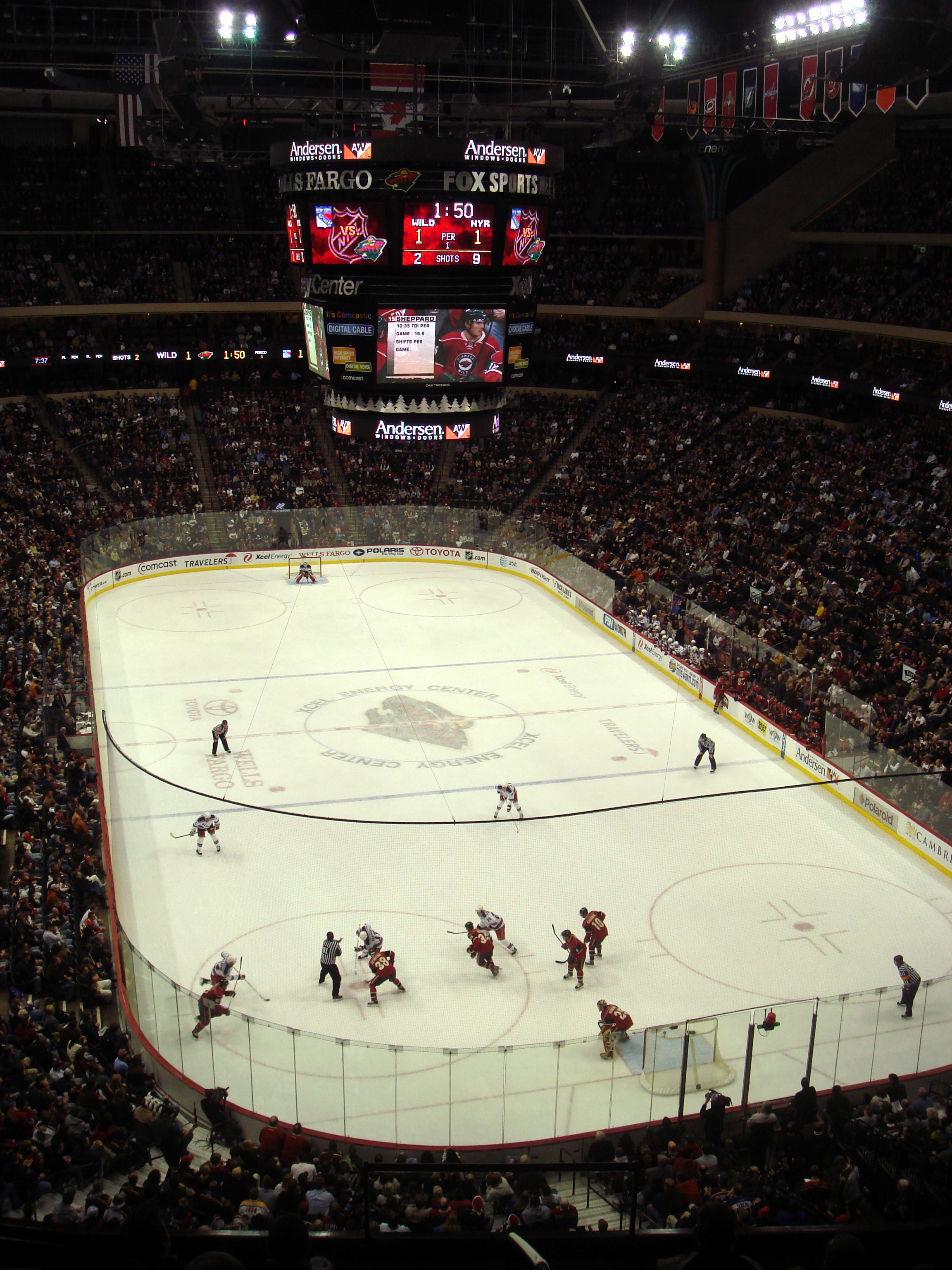
エクセル・エナジー・センター

2000年ドラフト第1巡目（全体第3位）でマリアン・ガボリック (Marian Gaborik) を指名。
2003年ワイルドはプレーオフに初出場すると、西部カンファランス決勝戦でマイティーダックス・オブ・アナハイムの前に4連敗で敗退するまで快進撃を続けた。第1ラウンドでは前評判の高かった第3シードのコロラド・アバランチを1勝3敗の窮地から挽回し連勝（第6、7試合はともに延長戦に突入）している。この勝利はアンドリュー・ブルネット （Andrew Brunette） の活躍に負うところ大であった。カンファランス準決勝では、第4シードのバンクーバー・カナックスを4勝3敗で下したのであるが、この勝利もまた3敗からの大逆転であった。
2006年ロサンゼルス・キングスから、リーグを代表するスーパースター、パボル･デミトラ(Pavol Demitra)を獲得。ちなみに見返りは若手・パトリック･オーサリバン(Patrick O'Sullivan)と2007年のドラフト1巡目指名権。
2006-2007シーズン 新加入・デミトラの活躍もあり、2003年以降遠ざかっていたプレーオフに久々の進出。1回戦の相手は、2003年に4タテを喰らったアナハイム・ダックスで、世論的にもダックスの勝利、という予想が多かったが、それを覆すことはできなかった。
2007-2008シーズン マリアン・ガボリックが健康でフルシーズンを過ごし(ガボリックが75試合以上に出場するのは実に5年ぶり)、42ゴール41アシストとチームを引っ張り、2年連続のプレーオフ進出。1回戦の相手はアバランチであったが、彼らを破ることはできなかった。
2008-2009シーズン デミトラ、ブライアン・ロールストン(Brian Rolston)が抜け、戦力的に痛手を食らったワイルドは、最終戦までプレーオフ進出の可能性を残していたが、カンファレンス9位に終わった。
2009年 怪我に泣くことが多かった(年間平均欠場数は約20試合)ガボリックがFAでニューヨーク・レンジャースへ移籍、チーム発足時以来所属している選手は皆無になった。開幕後、ミッコー・コイブー (Mikko Koivu)がチーム史上初の「常時キャプテン（これまではローテーション制だった）」に任命された。

## シーズン別成績
| 年      | GP | W  | L  | T  | OL | GF  | GA  | PTS | 最終順位          | プレイオフ                 |
| 2000-01 | 82 | 25 | 39 | 13 | 5  | 168 | 210 | 68  | ノースウエスト5位 | 不参加                     |
| 2001-02 | 82 | 26 | 35 | 12 | 9  | 195 | 238 | 73  | ノースウエスト5位 | 不参加                     |
| 2002-03 | 82 | 42 | 29 | 10 | 1  | 198 | 178 | 95  | ノースウエスト3位 | カンファランス決勝敗退     |
| 2003-04 | 82 | 30 | 29 | 20 | 3  | 188 | 183 | 83  | ノースウエスト5位 | 不参加                     |
| 2005-06 | 82 | 38 | 36 | -  | 8  | 231 | 215 | 84  | ノースウエスト5位 | 不参加                     |
| 2006-07 | 82 | 48 | 26 | -  | 8  | 235 | 191 | 104 | ノースウエスト2位 | カンファランス準々決勝敗退 |
| 2007-08 | 82 | 44 | 28 | -  | 10 | 223 | 218 | 98  | ノースウエスト1位 | カンファランス準々決勝敗退 |
| 2008-09 | 82 | 40 | 33 | -  | 9  | 219 | 200 | 89  | ノースウエスト3位 | 不参加                     |
| 2009-10 | 82 | 38 | 36 | -  | 8  | 219 | 246 | 84  | ノースウエスト4位 | 不参加                     |
| 2010-11 | 82 | 39 | 35 | -  | 8  | 206 | 233 | 86  | ノースウエスト3位 | 不参加                     |
| 2011-12 | 82 | 35 | 36 | -  | 11 | 177 | 226 | 81  | ノースウエスト4位 | 不参加                     |
| 2012-13 | 48 | 26 | 19 | -  | 3  | 122 | 127 | 55  | ノースウエスト2位 | カンファランス準々決勝敗退 |
| 2013-14 | 82 | 43 | 27 | -  | 12 | 207 | 206 | 98  | セントラル4位     | カンファランス準決勝敗退   |
| 2014-15 | 82 | 46 | 28 | -  | 8  | 231 | 201 | 100 | セントラル4位     | カンファランス準決勝敗退   |
| 2015-16 | 82 | 38 | 33 | -  | 11 | 216 | 206 | 87  | セントラル5位     | カンファランス準々決勝敗退 |
| 2016-17 | 82 | 49 | 25 | -  | 8  | 266 | 208 | 106 | セントラル2位     | カンファランス準々決勝敗退 |
| 2017-18 | 82 | 45 | 26 | -  | 11 | 253 | 232 | 101 | セントラル3位     | カンファランス準々決勝敗退 |
| 2018-19 | 82 | 37 | 36 | -  | 9  | 211 | 237 | 83  | セントラル8位     | 不参加                     |